# Nati nel 1913/Giugno
| Questa pagina contiene informazioni ricavate automaticamente dalle voci biografiche con l'ausilio del template Bio e di un bot. L'aggiornamento è periodico e automatico e ricostruisce completamente la pagina. Se manca una persona in questa lista, sei pregato di non aggiungerla, ma accertati piuttosto che la sua voce biografica contenga il template Bio e che i dati anagrafici siano correttamente compilati. Se il template Bio manca, inseriscilo tu stesso o, in alternativa, metti l'avviso {{tmp\|Bio}} che ne segnala la mancanza. Se i dati riportati sono sbagliati, correggi direttamente la voce biografica; le modifiche saranno visibili in questa lista entro pochi giorni. Per chiarimenti vedi il progetto biografie. La lista contiene solo le 146 persone che sono citate nell'enciclopedia e per le quali è stato implementato correttamente il template Bio. Pagina aggiornata al 10 ago 2025. |

- 1º giugno - Aldo Bricco, generale e partigiano italiano († 2004)
- 1º giugno - Vicente Escrivá, regista e sceneggiatore spagnolo († 1999)
- 1º giugno - Helga Heinke, politica tedesca († 2004)
- 1º giugno - Natasha Lytess, attrice tedesca († 1963)
- 2 giugno - Marcel Marchal, calciatore francese († 1993)
- 2 giugno - Barbara Pym, scrittrice britannica († 1980)
- 2 giugno - Walter Andreas Schwarz, cantante tedesco († 1992)
- 2 giugno - Joaquín Solano, cavaliere messicano († 2003)
- 3 giugno - Lucille Lund, attrice statunitense († 2002)
- 3 giugno - Pedro Mir, poeta dominicano († 2000)
- 3 giugno - Giovanni Paganin, scultore italiano († 1997)
- 4 giugno - Bruno Bettinelli, compositore italiano († 2004)
- 4 giugno - Piero Costa, regista e sceneggiatore italiano († 1975)
- 4 giugno - Manlio Pacini, calciatore italiano († 1998)
- 4 giugno - Giuseppe Ruggiero, pilota automobilistico italiano († 1981)
- 5 giugno - Antonio Cianciullo, militare italiano († 1943)
- 5 giugno - George Cummings, calciatore scozzese († 1987)
- 5 giugno - Peter Doherty, allenatore di calcio e calciatore nordirlandese († 1990)
- 5 giugno - Conrad Marca-Relli, artista statunitense († 2000)
- 5 giugno - Joseph Trương Cao Đại, vescovo cattolico vietnamita († 1969)
- 5 giugno - Antonio Vellere, aviatore e militare italiano († 1942)
- 6 giugno - Luigi Perenni, sciatore di pattuglia militare e scialpinista italiano († 1943)
- 6 giugno - Giuseppe Aldo Rossi, regista, sceneggiatore e enigmista italiano († 2020)
- 7 giugno - Claudio Nicastro, attore italiano († 1977)
- 7 giugno - Roberto Porta, allenatore di calcio e calciatore uruguaiano († 1984)
- 7 giugno - Ted Rigg, cestista statunitense († 2002)
- 7 giugno - Dallas Shirley, cestista e arbitro di pallacanestro statunitense († 1994)
- 7 giugno - Ugo Zannier, militare e aviatore italiano († 1938)
- 8 giugno - Gregorio Agós, cestista uruguaiano († 2001)
- 8 giugno - Abramo Freschi, vescovo cattolico italiano († 1996)
- 8 giugno - Max Guedj, militare e aviatore francese († 1945)
- 8 giugno - Michele Masip González, religioso spagnolo († 1936)
- 8 giugno - John Morris, storico inglese († 1977)
- 8 giugno - N. Richard Nash, scrittore, drammaturgo e sceneggiatore statunitense († 2000)
- 8 giugno - Roberto Gomes Pedrosa, calciatore e dirigente sportivo brasiliano († 1954)
- 8 giugno - Maurice du Boisrouvray, militare e aviatore francese († 1941)
- 9 giugno - Augusto Introzzi, ciclista su strada italiano († 1954)
- 9 giugno - Patrick Steptoe, ginecologo inglese († 1988)
- 10 giugno - Tichon Nikolaevič Chrennikov, compositore sovietico († 2007)
- 11 giugno - Cedric Liddell, canottiere canadese († 1981)
- 11 giugno - Vince Lombardi, allenatore di football americano statunitense († 1970)
- 11 giugno - Risë Stevens, mezzosoprano e attrice statunitense († 2013)
- 12 giugno - Aldo Borgonzoni, pittore italiano († 2004)
- 12 giugno - Elisabeth Eidenbenz, insegnante e infermiera svizzera († 2011)
- 12 giugno - Heinrich Keimig, pallamanista tedesco († 1966)
- 12 giugno - Domenico Laudicina, politico italiano († 2000)
- 12 giugno - Maurice Ohana, pianista e compositore francese († 1992)
- 12 giugno - Luigi Pirastu, politico italiano († 1984)
- 12 giugno - Carmine Saponetti, ciclista su strada e pistard italiano († 1990)
- 13 giugno - Ralph Edwards, conduttore televisivo e attore statunitense († 2005)
- 13 giugno - Humberto Mariles, cavaliere messicano († 1972)
- 13 giugno - David Stone Martin, artista statunitense († 1992)
- 13 giugno - Akira Yamamoto, aviatore giapponese († 1944)
- 14 giugno - Henry Banks, pilota automobilistico statunitense († 1994)
- 14 giugno - Yvon De Begnac, giornalista e scrittore italiano († 1983)
- 14 giugno - Giovanni Getto, critico letterario italiano († 2002)
- 14 giugno - Fernando Malavolti, archeologo e speleologo italiano († 1954)
- 14 giugno - Andrés Zólyomy, allenatore di pallanuoto ungherese († 1992)
- 15 giugno - George Hesik, cestista e giocatore di baseball statunitense († 1994)
- 15 giugno - George Ireland, cestista e allenatore di pallacanestro statunitense († 2001)
- 15 giugno - José Simões, calciatore portoghese († 1944)
- 15 giugno - Giovanni Sánchez Munárriz, religioso spagnolo († 1936)
- 15 giugno - Nur Mohammad Taraki, politico afghano († 1979)
- 15 giugno - Alfredo Vignale, imprenditore italiano († 1969)
- 15 giugno - Harry Voigt, velocista tedesco († 1986)
- 16 giugno - Antonio López Sierra, boia spagnolo († 1986)
- 16 giugno - Michele Marotta, politico italiano († 1972)
- 17 giugno - Alcide Pedretti, militare italiano († 1941)
- 17 giugno - Filippo Maria Pontani, grecista, bizantinista e traduttore italiano († 1983)
- 17 giugno - Marcello Serra, saggista, poeta e giornalista italiano († 1991)
- 18 giugno - Achille Boroli, editore italiano († 2011)
- 18 giugno - Alessandro Brissoni, regista, sceneggiatore e scrittore italiano († 1980)
- 18 giugno - Sammy Cahn, paroliere e musicista statunitense († 1993)
- 18 giugno - Luigi Gatti, prefetto italiano († 1945)
- 18 giugno - Michele Mincuzzi, arcivescovo cattolico italiano († 1997)
- 19 giugno - Arturo Ferrando, schermidore italiano
- 19 giugno - Helene Madison, nuotatrice statunitense († 1970)
- 19 giugno - Italo Raguzzi, calciatore italiano
- 20 giugno - Giovanni di Borbone-Spagna, militare spagnolo († 1993)
- 20 giugno - Lilian Jackson Braun, scrittrice statunitense († 2011)
- 20 giugno - Angelo Brelich, storico delle religioni e antropologo ungherese († 1977)
- 20 giugno - Günter Kallinich, farmacista tedesco († 2012)
- 20 giugno - Rodolfo Negri, calciatore italiano
- 20 giugno - Arne Nyberg, calciatore svedese († 1970)
- 20 giugno - Mac Ronay, attore francese († 2004)
- 21 giugno - Josef Brinkhues, vescovo vetero-cattolico tedesco († 1995)
- 21 giugno - Louis Hà Kim Danh, vescovo cattolico vietnamita († 1995)
- 21 giugno - Bruno Poletti, calciatore italiano
- 21 giugno - Pier Giuseppe Scarpetta, militare e aviatore italiano († 1942)
- 21 giugno - Luis Taruc, politico e guerrigliero filippino († 2005)
- 21 giugno - Giancarlo Vigorelli, critico letterario, giornalista e scrittore italiano († 2005)
- 22 giugno - Alvaro Alsogaray, politico e imprenditore argentino († 2005)
- 22 giugno - Carlo Canella, militare e aviatore italiano († 1986)
- 22 giugno - Corrado Cavazza, calciatore italiano († 2001)
- 22 giugno - Cosimo Puttilli, marciatore italiano († 1994)
- 22 giugno - Herman Salmon, aviatore statunitense († 1980)
- 22 giugno - Sándor Weöres, traduttore e scrittore ungherese († 1989)
- 22 giugno - Ludovico di Baviera, nobile tedesco († 2008)
- 23 giugno - Nathan Abshire, musicista statunitense († 1981)
- 23 giugno - Livia De Stefani, scrittrice italiana († 1991)
- 23 giugno - Sverre Hansen, calciatore norvegese († 1974)
- 23 giugno - Leonia Milito, religiosa italiana († 1980)
- 23 giugno - Lillian Palmer, velocista canadese († 2001)
- 23 giugno - Ralph Phillips, matematico statunitense († 1998)
- 23 giugno - Hendrikus Plenter, calciatore olandese († 1997)
- 23 giugno - Jacques Rabemananjara, scrittore e politico malgascio († 2005)
- 23 giugno - William Pierce Rogers, politico statunitense († 2001)
- 24 giugno - Mario Ballocco, artista italiano († 2008)
- 24 giugno - Fritz Deike, calciatore tedesco († 1973)
- 24 giugno - Gustaaf Deloor, ciclista su strada belga († 2002)
- 24 giugno - Vincent Ferrini, scrittore e poeta statunitense († 2007)
- 24 giugno - Jan Kubiš, militare e partigiano cecoslovacco († 1942)
- 24 giugno - Pier Maria Pasinetti, scrittore e giornalista italiano († 2006)
- 24 giugno - Domenico Pesce, storico della filosofia italiano († 1993)
- 24 giugno - Douglas Stewart, cavaliere britannico († 1991)
- 25 giugno - Joan Comas Pausas, pittore, mercante e architetto spagnolo († 2009)
- 25 giugno - Peko Dapčević, partigiano e generale jugoslavo († 1999)
- 25 giugno - Mendel Grossman, fotografo polacco († 1945)
- 25 giugno - John Pickard, attore statunitense († 1993)
- 25 giugno - Henk van Spaandonck, calciatore olandese († 1982)
- 26 giugno - Rudolf Brazda, tedesco († 2011)
- 26 giugno - Aimé Césaire, poeta, scrittore e politico francese († 2008)
- 26 giugno - Konrads Kalējs, militare lettone († 2001)
- 26 giugno - Peter Matejka, pittore slovacco († 1972)
- 26 giugno - John Sutcliffe, calciatore inglese († 1980)
- 26 giugno - Vida Tomšič, partigiana slovena († 1998)
- 26 giugno - Maurice Wilkes, informatico britannico († 2010)
- 27 giugno - Elton Britt, cantante statunitense († 1972)
- 27 giugno - Philip Guston, pittore statunitense († 1980)
- 27 giugno - Willie Mosconi, giocatore di biliardo statunitense († 1993)
- 27 giugno - Zdeňka Veřmiřovská, ginnasta cecoslovacca († 1997)
- 28 giugno - Franz Antel, regista, sceneggiatore e produttore cinematografico austriaco († 2007)
- 28 giugno - Peter Demetz-Fëur, pittore italiano († 1977)
- 28 giugno - Pietro Fadda, politico italiano († 1991)
- 28 giugno - Elena Fischli Dreher, partigiana italiana († 2005)
- 28 giugno - Mario Lizzero, politico, partigiano e antifascista italiano († 1994)
- 28 giugno - Walter Oesau, aviatore tedesco († 1944)
- 28 giugno - Catherine Serebriakoff, pittrice russa († 2014)
- 29 giugno - Hans Knecht, ciclista su strada, pistard e ciclocrossista svizzero († 1986)
- 29 giugno - Earle Meadows, astista statunitense († 1992)
- 29 giugno - Jean Nicolas, calciatore francese († 1978)
- 29 giugno - Gian Carlo Ronchetti, bobbista italiano († 1991)
- 29 giugno - Gorazd Zvonický, poeta, scrittore e presbitero slovacco († 1995)
- 30 giugno - Herta Heuwer, cuoca e imprenditrice tedesca († 1999)
- 30 giugno - Alfonso López Michelsen, politico colombiano († 2007)
- 30 giugno - Mario Sequi, regista e sceneggiatore italiano († 1992)